# Vadsø
Vadsø (ou Vesisaari en finnois) est une kommune norvégienne située dans le comté de Finnmark. Elle comptait 6 186 habitants en 2004.

## Toponymie
La commune porte le nom de sa ville principale, celle de Vadsø. Le nom est dérivé de l'île de Vadsøya, site originel de la ville. Le vieux norrois du nom du lieu est reconstruit sous les formes *Vazøy, *Vatsøy ou *Vassøy. Les plus anciennes références à la ville remonte aux formes Vasthøen (1520) et Vaadsøenn (1567). Le premier élément est le génitif du mot vatn, signifiant « eau » et le second élément est øy signifie « île ». La signification du nom de l'île serait donc « l'île à l'eau potable ».

## Géographie
Vadsø se situe à l'est du comté de Finnmark, c'est-à-dire dans la partie la plus orientale de la Norvège. Elle occupe une position sur la côte sud-est de la péninsule de Varanger, une zone relativement abritée des rigueurs du climat et où de vastes forêts de bouleaux ont pu pousser (par rapport à la côte nord).
La kommune couvre 1 259 km2, une taille importante pour l'ensemble de la Norvège mais relativement moyenne par rapport aux autres kommuner du Finnmark.
Le point culminant de la commune est situé à 599 mètres d'altitude.

### Localités
La ville de Vadsø, centre administratif de la kommune, est située sur la côte, au sud. Parmi les autres localités, on peut citer Skallelv ou Vestre Jakobselv.

### Îles
Les îles de la commune sont : 
- Sandskjæret ;
- Lille Vadsøya ;
- Vadsøya ;
- Ekkerøya ;
- Lille Ekkerøy ;
- Kobbeskjæret.

### Climat
| Mois                                  | jan.     | fév.       | mars     | avril     | mai      | juin    | jui.    | août      | sep.      | oct.     | nov.     | déc.     | année    |
| ------------------------------------- | -------- | ---------- | -------- | --------- | -------- | ------- | ------- | --------- | --------- | -------- | -------- | -------- | -------- |
| Température minimale moyenne (°C)     | −7,9     | −8         | −6,6     | −3,8      | 1,1      | 5,2     | 8,7     | 7,9       | 4,6       | −0,1     | −4,6     | −6,4     | −0,8     |
| Température moyenne (°C)              | −6,1     | −6,2       | −4,5     | −1,4      | 3,5      | 7,7     | 11,3    | 10,6      | 7,1       | 1,7      | −2,3     | −4,3     | 1,4      |
| Température maximale moyenne (°C)     | −3,8     | −3,5       | −2,3     | 0,8       | 5,8      | 10,2    | 13,7    | 13,1      | 9,4       | 3,3      | −0,6     | −2,2     | 3,7      |
| Record de froid (°C) date du record   | −25 1985 | −23,9 1999 | −22 1998 | −17 1988  | −10 1999 | −2 2003 | 1 2009  | −1 2010   | −5 1993   | −13 2006 | −18 1992 | −19 1995 | −25 1985 |
| Record de chaleur (°C) date du record | 8 2006   | 10 1989    | 6,8 2016 | 13,2 2016 | 22 2010  | 29 1988 | 31 2018 | 27,5 2018 | 21,4 2018 | 20 2001  | 8 2005   | 9 2001   | 31 2018  |
| Précipitations (mm)                   | 48       | 39         | 39       | 41        | 31       | 41      | 53      | 55        | 52        | 53       | 53       | 45       | 550      |

## Histoire
Un village autonome de pêcheurs, doté de sa petite église, s'implante dès le XVIe siècle sur Vadsøya, une île située à quelques encablures de la côte, avant de se déplacer sur le site continental actuel à une date indéterminée.
Vadsø est incorporée au royaume de Norvège en 1833. La majorité des colons arrivant sur les lieux viennent alors de Finlande ou de la partie nord de la Suède identifié aujourd'hui comme des Kvènes. Le finnois devient rapidement la langue majoritairement parlée, ce qu'il restera pendant des décennies.  ; en 2010, employé plus que dans quelques foyers du fait de la politique de norvégianisation. Vadsø devient une kommune en 1838. Bien que la loi requiert que les villes soient séparées de leurs districts ruraux, cette séparation est impossible à mettre en œuvre pour Vadsø en 1838, à cause de la faible population. Les districts ruraux se séparent de la ville en trois étapes : Nesseby en 1846, Sør-Varanger en 1858 et Nord-Varanger en 1894.
Au cours de la Seconde Guerre mondiale, Vadsø, occupée par les Allemands, subit plusieurs raids aériens soviétiques.
Nord-Varanger est réincorporée à Vadsø en 1964.

## Transports
La ville est accessible par la route route européenne 75. En tant que centre administratif du Finnmark, elle dispose d'un aéroport, l'aéroport de Vadsø. Elle constitue également une escale de l'Hurtigruten.

## Jumelage
- Mourmansk (Russie)

## Culture et patrimoine

### Monuments

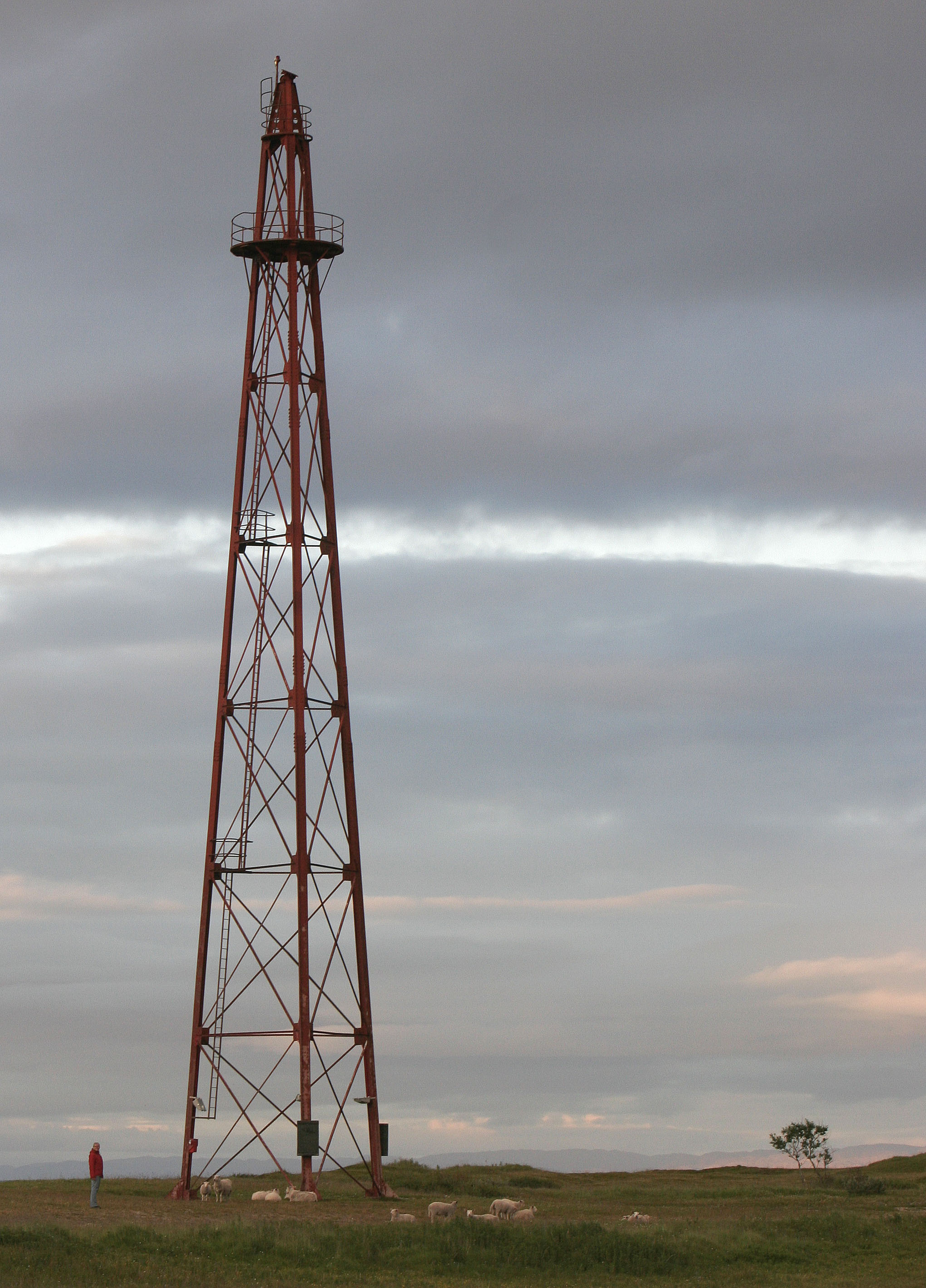
Mât d'arrimage pour dirigeables, sur Vadsøya.

Sur Vadsøya est conservé le mât d'arrimage pour dirigeable, utilisé par le Norge à bord duquel Roald Amundsen et Umberto Nobile ont effectué leur expédition vers le pôle Nord en 1926, puis par l'Italia, par Nobile, au départ de l'expédition de 1928 au cours de laquelle plusieurs membres de son équipage trouvèrent la mort, ainsi qu'Admunsen parti à son secours.
Malgré les bombardements soviétiques, plusieurs maisons en bois typiques de la région et datant du XIXe siècle ont pu être épargnées dans le centre-ville. Les mieux conservées sont la « maison d'Esbensen », construite par un Norvégien, et la « maison de Tuomainen », édifiée par un Finnois.

### Blason
Le blason est récent, il a été adopté le 20 février 1976. Il représente la tête d'un cerf en argent sur fond rouge. Le cerf est le principal animal domestique de la municipalité.